# Ломбар, Эрик
Эрик Ломбар (фр. Éric Lombard; род. 16 мая 1958, Булонь-Бийанкур) — французский государственный деятель, менеджер. Министр экономики, финансов, промышленного и цифрового суверенитета (с 2024).

## Биография
В 1981 году окончил Высшую коммерческую школу Парижа, с 1981 по 1989 год работал в Paribas — сначала в международном отделе, затем занимался финансовым управлением. В 1989—1993 годах — в аппарате правительства (сначала был техническим советником в аппарате официального представителя правительства, с 1991 года — советник министра-делегата Министерства юстиции, с 1992 года — советник министра экономики и финансов). В 1993 году вернулся в Paribas, занявшись вопросами слияний и приобретений в банковском и страховом секторе компании. В 1999 году возглавил Группу финансовых институтов и вошёл в комитет генеральной дирекции Paribas по вопросам банков, финансирования и инвестиций, а в 2002 году возглавил службу связей с предпринимателями и институтами. В 2004 году назначен генеральным директором кардиффского отделения BNP Paribas Cardif, с 2006 года — президент и генеральный директор BNP Paribas Cardif. С 2013 по 2017 год являлся генеральным директором, а позднее президентом и генеральным директором страховой компании Generali France, одновременно в 2015 году стал президентом совета директоров её филиала — Europ Assistance, занятого оказанием помощи туристам. 8 декабря 2017 года назначен генеральным директором Фонда депозита и консигнаций.
23 декабря 2024 года при оглашении состава правительства Байру назван министром экономики.